# Karl Kaminski
Pour les articles homonymes, voir Kaminski.
Karl "Kalle" Kaminski, né le 10 avril 1940 à Altmittweida en Allemagne et mort le 8 octobre 1978 à Leipzig, est un coureur cycliste sur piste de l'ex-Allemagne de l'Est, détenteur du record de titre de champion de RDA de demi-fond.

## Carrière sportive
Dès 1954, à l'âge de 14 ans, "Kalle" commence à s'entraîner au club cycliste  S.C. Wismut Karl-Marx-Stadt (de) à Chemnitz. Jusqu'en 1963, Kaminski participe principalement à des courses sur route. Il participe au Tour de RDA, en 1962 (43ème) et 1963 (65ème), courant pour le SC Karl-Marx-Stadt. Il court deux fois pour l'équipe nationale, dans le Tour de Pologne et le Tour de Tunisie. Il gagne Cottbus-Görlitz-Cottbus (de) en 1963.
À partir de 1964, Karl Kaminski devient stayer. Il remporte sept titres de champion de RDA dans cette discipline, 1965, 1968, 1973, 1974, 1975, 1976 et 1978, faisant de lui le détenteur du record de titre de champion de RDA de  demi-fond . Il remporte ses titres de champion sous la houlette des entraineurs Heinz Stöber (de) (TSC Berlin) en 1965 ; Erich Krüger (de) (S.C. Karl-Marx-Stadt/Halle) en 1968 et 1976 et Georg Sternberg (de) (Berlin) 1973, 1974, 1975 et 1978. 
Entre 1966 et 1978, il domine les courses de demi-fond en RDA et est le meilleur à plusieurs reprises. En 1973, il remporte 13 courses sur 17 départs et termine quatre fois deuxième. En 1974, il gagne 15 fois sur 18 départs. Il remporte la Roue d'Or d'Erfurt en 1968.
Le 7 octobre 1978, au cours du Grosser Messpreis (Grand Prix de la Foire),  il chute sur la piste Alfred-Rosch-Kampfbahn du vélodrome de Leipzig après une crevaison et décède à l'hôpital le lendemain. Il est le dernier coureur de demi-fond à mourir sur piste.